# Quebec (альбом)
Quebec — восьмой студийный альбом американской рок-группы Ween. Он был выпущен 5 августа 2003 года лейблом Sanctuary Records. Это был первый альбом, выпущенный после истечения контракта группы с Elektra, и он ознаменовал её возвращение к независимым лейблам.
Записанный в период конфликтов в личной жизни участников группы, Quebec был описан Дином Уином как «очень негативный» альбом, который имеет более мрачный тон по сравнению с предыдущими работами группы. Джош Фриз сыграл на барабанах в этом альбоме, заменив Клода Коулмана-младшего, который восстанавливался после почти смертельной автомобильной аварии в 2002 году. Фриз также играл с группой во время гастролей в этот период, в том числе во время серии благотворительных концертов для Коулмана в Bowery Ballroom в Нью-Йорке 7 и 8 октября 2002 года.
Обложка альбома представляет собой отредактированную версию упаковки игры Thorns из серии 3M Paper Games с наложенным на неё изображением группы.

## История
Этот альбом стал первым альбомом группы с 1991 года, выпущенным на независимом лейбле, поскольку контракт Ween с Elektra Records истёк после выхода альбома White Pepper в 2000 году. Трёхлетний перерыв между альбомами был самым длительным для группы на тот момент.
Первоначально альбом назывался Caesar. Он был переименован в Quebec, потому что, по словам Дина Уина, «наше видение похоже на дождливый, более холодный, чем Париж, парижский город. Атмосфера нашего альбома романтична и дождлива, но не такая элегантная, как в Париже. Поэтому мы назвали его „Quebec“, это как B-версия Леонарда Коэна» .
Дин Уин незаконно записал гитарное соло для песни «Transdermal Celebration», используя гитару и усилитель Карлоса Сантаны в складском помещении, откуда они должны были быть отправлены в Нью-Йорк. Узнав об этом от роуди, он взял с собой жёсткий диск и успешно записал соло за десять минут, не будучи пойманным.

## Темы
Во время записи альбома Quebec участники группы столкнулись со множеством проблем в профессиональной и личной жизни. Джин Уин разводился со своей первой женой, Дин Уин боролся с наркотической зависимостью и «слишком увлекался вечеринками», Клод Коулман восстанавливался после опасной для жизни автомобильной аварии, из-за которой он не смог участвовать в записи альбома (вместо него на барабанах играл в основном Джош Фриз), а группа переходила от Elektra Records к более мелкому независимому лейблу.
В результате многие песни в альбоме посвящены наркомании, проблемам психического здоровья и неудачным отношениям. Джин Уин признался, что черпал вдохновение в своём разводе, сказав PopMatters: «Я написал большинство этих песен прямо перед концом. Многие из них посвящены этому. Даже если это не прямо, в этих песнях чувствуется начало конца разрыва». Размышляя об этих темах в 2007 году, Дин сказал The A.V. Club: «Мне нравится альбом Quebec, но он очень негативный. Я думаю, это один из наших самых мрачных альбомов. Я не слушаю ни один из наших альбомов, но этот я никогда не слушал».

## Отзывы
| Совокупная оценка             | Совокупная оценка |
| Источник                      | Оценка            |
| ----------------------------- | ----------------- |
| Metacritic                    | 71/100            |
| Оценки критиков               |                   |
| Источник                      | Оценка            |
| AllMusic                      | [ 11 ]            |
| The Austin Chronicle          | [ 12 ]            |
| Mojo                          | [ 13 ]            |
| Mondo Sonoro                  | 8/10              |
| NOW                           | [ 15 ]            |
| OndaRock                      | 7.5/10            |
| Pitchfork                     | 7.7/10            |
| The Rolling Stone Album Guide | [ 18 ]            |
| Tiny Mix Tapes                | [ 19 ]            |
| Uncut                         | [ 20 ]            |

Альбом получил в целом положительные отзывы от современных музыкальных критиков. На интернет-агрегаторе Metacritic, который присваивает нормализованный рейтинг из 100 баллов по рецензиям основных изданий, альбом получил средний балл 71, основанный на профессиональных рецензиях.
Марк Приндл назвал Quebec лучшим альбомом 2000-х годов в интервью на канале Fox News Channel в программе Red Eye w/ Greg Gutfeld. Mojo назвал его 39-м лучшим альбомом 2003 года. College Music Journal назвал его 8-м лучшим альбомом 2003 года.

## Список композиций
Все песни написаны Ween.
| №                   | Название                                         | Длительность |
| ------------------- | ------------------------------------------------ | ------------ |
| 1.                  | «It's Gonna Be a Long Night»                     | 2:48         |
| 2.                  | «Zoloft»                                         | 3:51         |
| 3.                  | «Transdermal Celebration»                        | 3:25         |
| 4.                  | «Among His Tribe»                                | 3:37         |
| 5.                  | «So Many People in the Neighborhood»             | 3:28         |
| 6.                  | «Tried and True»                                 | 4:01         |
| 7.                  | «Happy Colored Marbles»                          | 3:12         |
| 8.                  | «Hey There Fancypants»                           | 1:59         |
| 9.                  | «Captain»                                        | 3:58         |
| 10.                 | «Chocolate Town»                                 | 3:16         |
| 11.                 | «I Don't Want It»                                | 3:25         |
| 12.                 | «The Fucked Jam» (instrumental)                  | 2:53         |
| 13.                 | «Alcan Road»                                     | 5:10         |
| 14.                 | «The Argus»                                      | 4:51         |
| 15.                 | «If You Could Save Yourself (You'd Save Us All)» | 4:44         |
| Общая длительность: | Общая длительность:                              | 55:07        |

| №                   | Название            | Длительность |
| ------------------- | ------------------- | ------------ |
| 16.                 | «Ooh Vah La»        | 2:59         |
| Общая длительность: | Общая длительность: | 58:18        |

## Чарты
| Чарт (2003)         | Высшая позиция |
| ------------------- | -------------- |
| США (Billboard 200) | 81             |